# Acrotona discreta
Acrotona discreta är en skalbaggsart som först beskrevs av Thomas Casey 1893.  Acrotona discreta ingår i släktet Acrotona och familjen kortvingar. Inga underarter finns listade i Catalogue of Life.